# Wilk Elektronik
Wilk Elektronik (W.E.) és una empresa fabricant de memòria d'ordinadors sota la marca "GOODRAM" amb seu a Łaziska Górne, Polònia. Després de la fallida de Qimondy, es va mantenir com l'únic productor de memòria RAM a Europa.

## Història
La companyia va ser fundada el 1991 a Tychy per un graduat metal·lúrgic d'AGH Wiesław Wilk. Al principi, es va ocupar de la distribució de RAM. El 1996, es va convertir en el major distribuïdor de RAM a Polònia.
Després de mudar la seu a Łaziska Górne el 2003, va començar a fabricar allí els seus propis productes. La divisió inicial de la producció en les marques Goodram (mòduls RAM, targetes de memòria) i Gooddrive (Pendrives, SSD) es va abandonar el 2011 en benefici de la marca uniforme Goodram.
La W.E. ha conclòs acords de cooperació, inclosos amb Elpida, Micron i Samsung. El 2008, es va convertir en distribuïdor de productes flaix de Toshiba a Europa central i oriental, Orient Mitjà i Àfrica.
El 2009, el volum de negocis anual de la companyia va superar els 100 milions de dòlars.
En la llista de les 200 empreses TIC més grans de Polònia de la revista Computerworld el 2009, W.E. va ocupar el lloc 43.